# クールマ・プラーナ
クルーマ・プラーナ（Kūruma Prāna）は、ヒンドゥー教の聖典で、18のプラーナ文献の1つである。このプラーナの名前は、ヴィシュヌ神が大亀クールマに化身して乳海攪拌を助けた物語で始まることに由来する。ただし、内容的にはシヴァ派に関するものが多い。